# Почапинці (Тернопільський район)
Поча́пинці — село в Україні, у Підгороднянській сільській громаді Тернопільського району Тернопільської області. Адміністративний центр колишньої Почапинської сільської ради, якій було підпорядковане село Забойки. Населення — 571 осіб (2023).

## Географія
Розташоване на річці Руда, за 9 км на захід від обласного та районного центру м. Тернополя.

## Історія

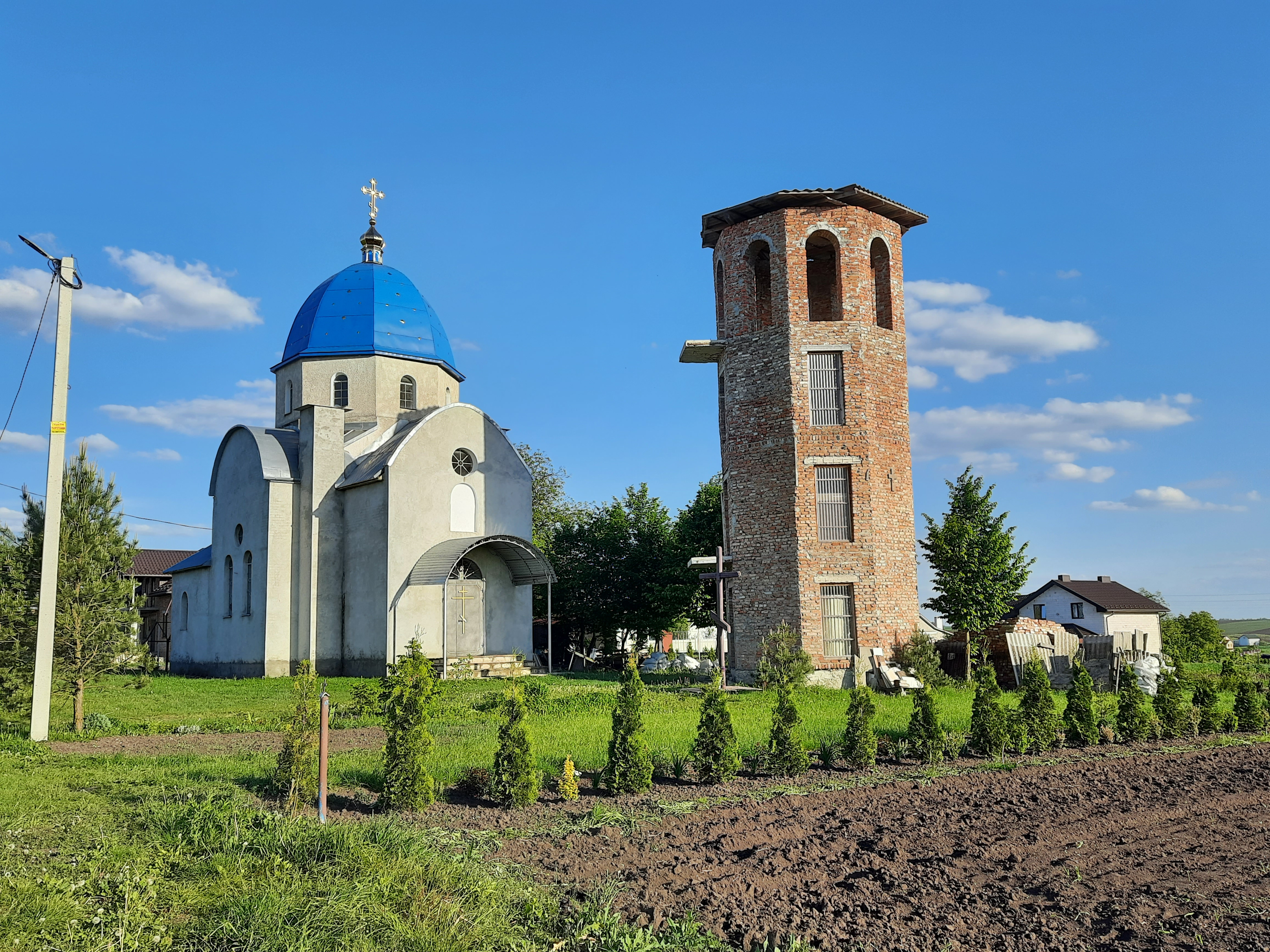
Церква Жінок Мироносиць

Поблизу села виявлено археологічні пам'ятки черняхівської культури.
Перша писемна згадка — 1469 року як Тенятники. У 1671 році у своєму «Щоденнику» запис про Почапинці залишив Ульріх фон Вердум. В Почапинцях у давні часи існував оборонний монастир, який зруйнували татари (за книгою Ореста Мацюка), як свідчення цього було знайдено хрест-енколпіон.
Діяли «Просвіта», «Рідна школа», «Сільський господар» та інші товариства, кооперативи.
12 червня 2020 року, відповідно до розпорядження Кабінету Міністрів України № 724-р «Про визначення адміністративних центрів та затвердження територій територіальних громад Тернопільської області» увійшло до складу  Підгороднянської сільської громади.
19 липня 2020 року, в результаті адміністративно-територіальної реформи та ліквідації Тернопільського району, село увійшло до складу новоутвореного Тернопільського району.

## Населення
Згідно з переписом УРСР 1989 року чисельність наявного населення села становила 627 осіб, з яких 289 чоловіків та 338 жінок.
За переписом населення України 2001 року в селі мешкали 764 особи. 100 % населення вказало своєю рідною мовою українську мову.

## Релігія
Є діюча мурована церква святого Онуфрія (1938). До 2023 року стояли мури старої кам'яної церковці Воскресіння Господнього (1868), які довелось розібрати через їх руйнацію внаслідок розсташування в ній за часів СРСР складу мінеральних добрив. Також збереглася у хорошому стані дзвіниця 1902 року побудови, на якій залишились сліди воєнних лихоліть І і ІІ Світових воєн.
Добудовується церква Жінок Мироносиць УАПЦ.

## Пам'ятки
На братській могилі 170 воїнів Червоної Армії, полеглих 1944 у боях за село було споруджено пам'ятник: скульптура воїна (1953 - 2022).
Споруджені могила полеглим українцям 1947 від голоду та ран та козацька могила.

## Соціальна сфера
Працювали на 2020 рік загальноосвітня школа І-ІІІ ступенів, клуб, бібліотека, ФАП, відділення зв'язку, маркет «ТЕко», «Нова пошта», магазин будматеріалів, гуртівня пластикових труб і господарських виробів.[джерело?]

## Транспорт
Через Почапинці проходить автомобільна дорога міжнародного значення E50 (за українською нумерацією М12) Відень — Ростов на відрізку Стрий — Кропивницький — Знам'янка.

## Відомі люди

### Народилися
- Володимир Головко (03.07.1981 — 09.07.2022) — український військовик, учасник російсько-української війни.[8]
- Мудрий Ярослав Володимирович (1972-2022) — солдат Збройних сил України, учасник російсько-української війни.

### Пов'язані із селом
- проживав громадський діяч, вояк УГА, письменник Михайло Шарик.
- на місцевій греко-католицькій парафії у міжвоєнний період проводив богослужіння отець Тимотей Бордуляк — відомий український письменник і громадський діяч першої половини ХХ ст.
- У 2007 р. на фасаді місцевої школи відкрили меморіальну табличку українській поетесі, члену спілки письменників (посмертно) Мар'яні Рудакевич (автор — Зіновій Кіпибіда), яка тут навчалася.

## Галерея

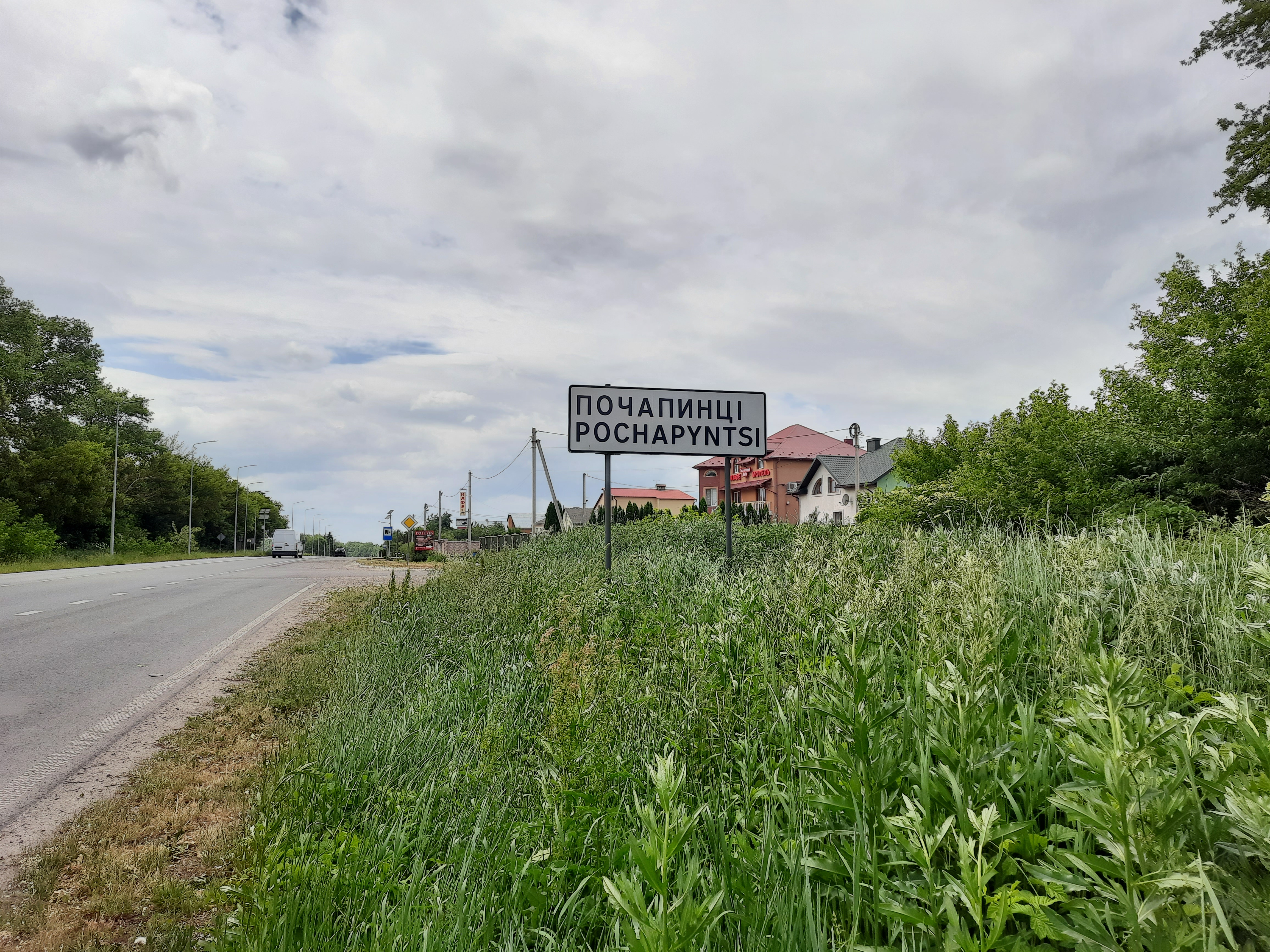
Дорожній знак при в'їзді в село
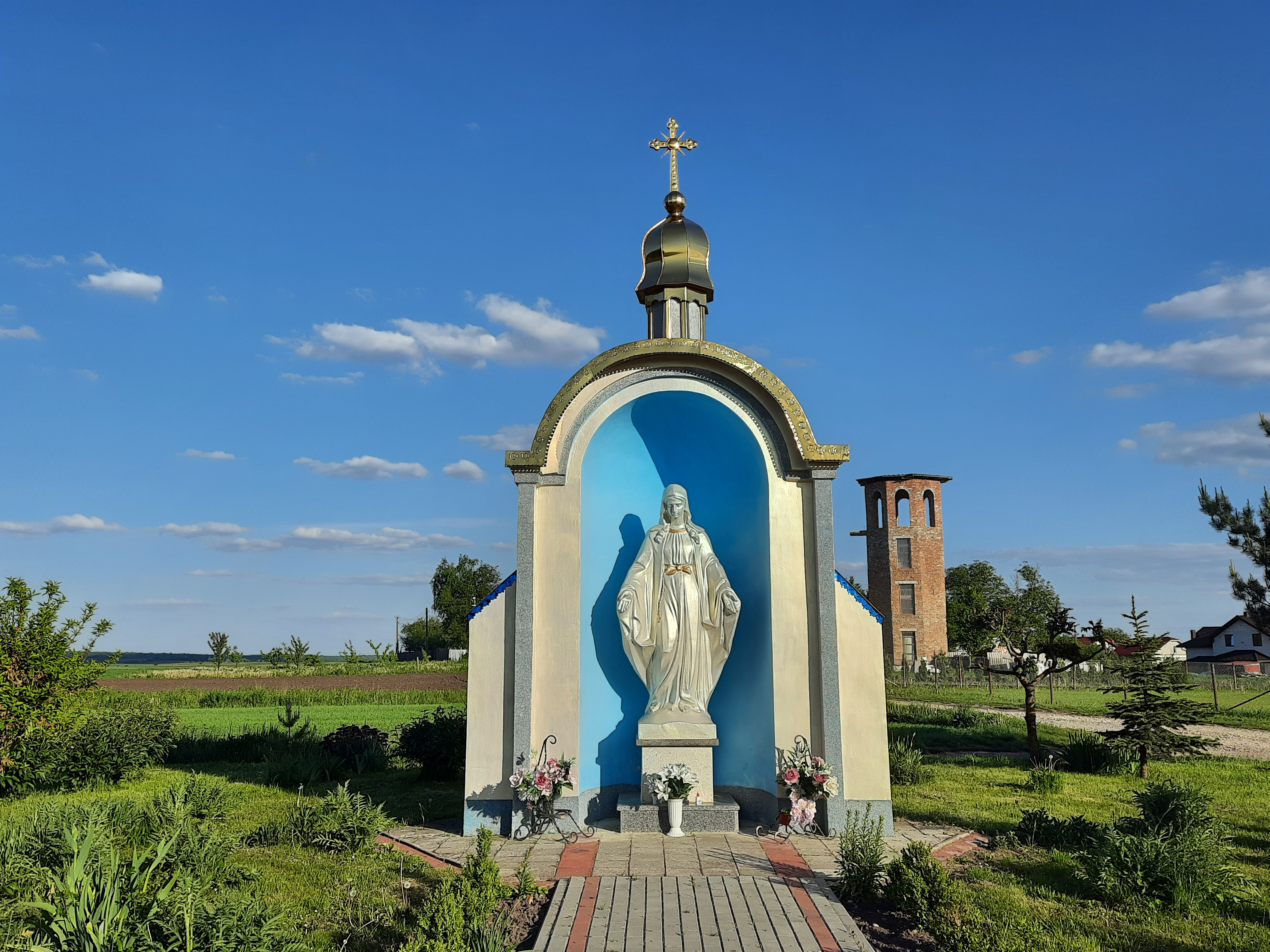
Статуя Божої Матері
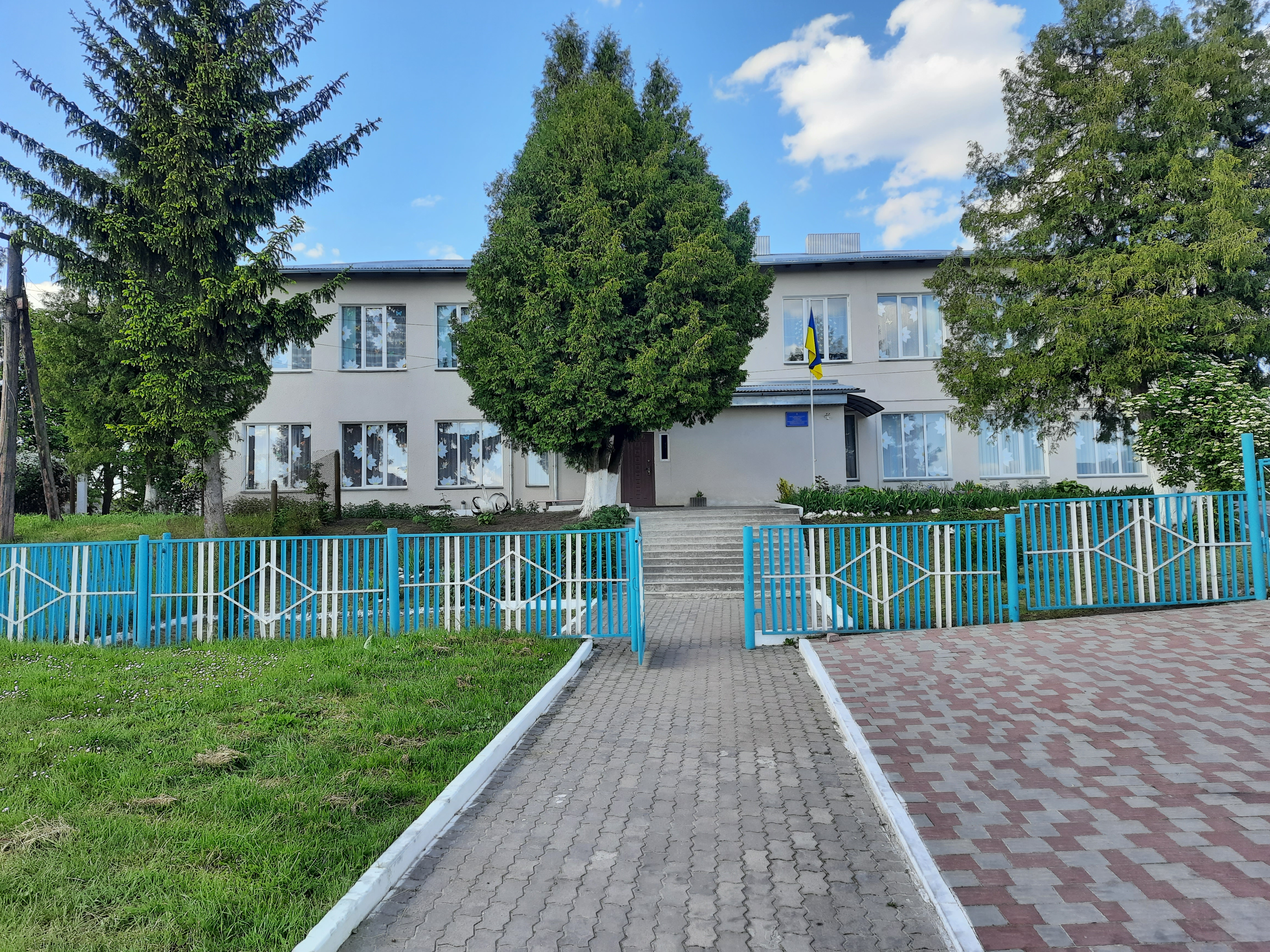
Школа
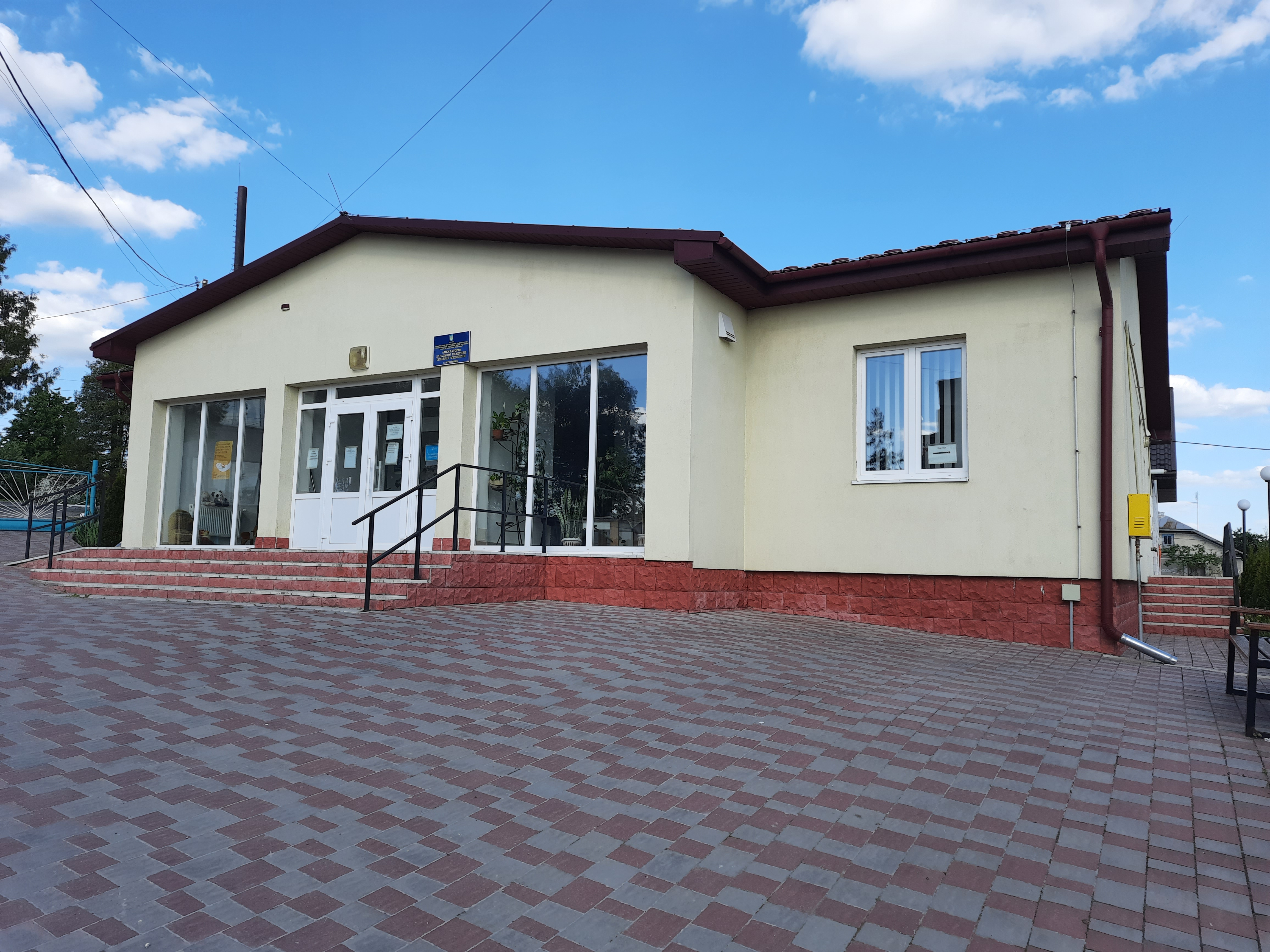
Амбулаторія